# Adrolampis contumax
Adrolampis contumax är en insektsart som beskrevs av Marius Descamps 1983. Adrolampis contumax ingår i släktet Adrolampis och familjen Romaleidae. Inga underarter finns listade i Catalogue of Life.